# Conte d'automne
Série Contes des quatre saisons
Conte d'été
(1996)
Pour plus de détails, voir Fiche technique et Distribution.
Conte d'automne est une comédie romantique française réalisée par Éric Rohmer et sortie en 1998. 
Le film suit Magali qui est viticultrice dans la Drôme et veuve depuis cinq ans. Son fils a une petite amie, Rosine, avec qui elle s’entend très bien. Son amie d’enfance Isabelle met une annonce dans un journal de rencontres. Elle rencontre trois fois Gérald avant de lui avouer qu’elle est mariée et heureuse, et qu’elle souhaiterait lui présenter son amie Magali. Pendant ce temps, Rosine prépare le terrain pour lui faire rencontrer son ex-prof de philosophie et amant, Étienne. Les rencontres s’effectueront lors de la fête de mariage de la fille d’Isabelle. Il y aura peu d’atomes crochus entre Étienne (qui préfère les jeunes) et Magali, en revanche entre elle et Gérald le courant passe. Le temps d’effacer les non-dits entre elle et Isabelle, tout est bien parti.
Il s'agit du quatrième et dernier film du cycle des Contes des quatre saisons.

## Synopsis
Magali, une viticultrice ardéchoise, discute souvent avec son amie Isabelle, une libraire mariée, des avantages et des inconvénients de la vie à la campagne. Magali est veuve et mère d'un fils et d'une fille. Comme elle vit à la campagne, les occasions de rencontrer un nouvel homme sont rares pour elle.
Rosine, l'amie du fils de Magali, Léo, est tiraillée entre deux hommes : Étienne, son ancien professeur de philosophie au lycée, et Léo. Elle aimerait — mais peut-être ne croit-elle pas vraiment elle-même à cette idée — qu'Étienne épouse Magali et n'ait plus avec elle qu'une relation platonique.
Isabelle, en revanche, voudrait convaincre Magali de passer une annonce matrimoniale. Comme Magali refuse absolument les petites annonces, c'est Isabelle qui décide d'en écrire une au nom de Magali. Elle rencontre Gérald, qui répond à l'annonce. Lors de leur troisième rencontre, Isabelle lui fait remarquer qu'elle lui a menti et qu'elle cherche un partenaire pour Magali, dont elle montre des photos à Gérald.
Les choses s'éclaircissent lors de la fête de mariage de la fille d'Isabelle, à laquelle Rosine amène Étienne et à laquelle Isabelle a invité Gérald. Gérald engage la conversation avec Magali, tandis qu'Étienne semble plutôt mal à son aise, et sa soirée se termine comme elle a commencé : dans la voiture avec Rosine. Comme Léo a emprunté la voiture de Magali, Isabelle propose rapidement à Gérald de ramener Magali chez elle. Pendant le trajet, Magali pense qu'Isabelle a peut-être organisé cette rencontre et demande à Gérald de ne la conduire que jusqu'à la gare la plus proche. Mais de là, elle prend un taxi pour retourner à la fête d'Isabelle et interroge son amie. Isabelle avoue à Magali l'affaire de l'annonce et lui dit qu'elle a une très bonne impression de Gérald. Entre-temps Gérald est revenu, lui aussi, à la fête. Tous deux se félicitent de cette coïncidence. Mais le soir de cette journée, Magali confie à son amie qu'elle ne se sent plus d'humeur à séduire un homme. Elle invite Gérald à la Reboule, la fête qui suit les vendanges.

## Fiche technique
- Titre original : Conte d'automne
- Réalisation et scénario : Éric Rohmer
- Photographie : Diane Baratier
- Son : Pascal Ribier
- Montage : Mary Stephen
- Musique originale : Claudi Martí, Gérard Pansanel, Pierre Peyras et Antonello Salis
- Production déléguée : Margaret Ménégoz
- Production : Françoise Etchegaray
- Sociétés de production : Les Films du Losange, Arte France Cinéma, La Sept Cinéma, Rhône-Alpes Cinéma
- Société de distribution : Les Films du Losange
- Pays d'origine :  France
- Langue originale : français
- Format : couleur — 35 mm — 1,66:1 — son Dolby
- Genre  : Comédie romantique
- Durée : 110 minutes
- Dates de sortie : 
  - Italie : 7 septembre 1998 (Mostra de Venise 1998)
  - Canada : 16 septembre 1998 (Festival international du film de Toronto)
  - Belgique : 23 septembre 1998
  - France : 23 septembre 1998

## Distribution
- Marie Rivière : Isabelle
- Béatrice Romand : Magali
- Alain Libolt : Gérald
- Didier Sandre : Étienne
- Alexia Portal : Rosine
- Stéphane Darmon : Léo
- Aurélia Alcaïs : Émilia
- Matthieu Davette : Grégoire
- Yves Alcaïs : Jean-Jacques

## Production
Conte d'automne est la quatrième et dernière partie du cycle de films de Rohmer, les Contes des quatre saisons, qui compte également Conte de printemps (1990), Conte d'hiver (1992) et Conte d'été (1996). Rohmer voyait notamment une parenté particulière entre le premier et le quatrième film, qui tournent tous deux autour de machinations et d'intrigues. Dans Conte d'automne, il s'agit d'une part de la combine réussie par laquelle Isabelle met en relation son amie Magali et Gérald, et d'autre part de l'intrigue avortée de Rosine, qui tente la même chose avec Magali et son professeur de philosophie Étienne. Antoine de Baecque et Noël Herpe voient le film comme une mise en abyme de la manière dont Rohmer fait des films : Comme l'intrigue d'Isabelle, à la différence de celle de Rosalie, un film n'est réussi que si le réalisateur s'efface en grande partie, fait passer ses propres désirs au second plan et est prêt à abandonner le contrôle de ses personnages et à laisser la réalité (du moins une réalité apparente) s'imposer à ses intentions.
Contrairement au Conte de printemps, Conte d'automne est une comédie nettement plus légère, dont les malentendus et les séparations temporaires se résolvent à la fin par un happy end. Elle rappelle le genre classique de la comédie d'intrigue au temps d'Eugène Scribe ou de la comédie de remariage théorisée par Stanley Cavell dans les films d'Howard Hawks. Les premières ébauches du scénario remontent à 1992. À l'origine, le personnage d'Isabelle était dessiné de manière plus ambivalente, partagé entre une apparence joyeuse et des angoisses intérieures. Rohmer voulait également intégrer une liaison passée de Magali, mais il a abandonné cette idée en raison de sa proximité avec le thème de Conte d'hiver. Finalement, il a supprimé toutes les complications superflues et n'a gardé qu'un cadre d'action aussi simple et neutre que possible.

### Tournage
Le film a été tourné en septembre et octobre 1997, dans la vallée du Rhône, entre les deux rives du fleuve :
- d'un côté Saint-Paul-Trois-Châteaux, dans la Drôme, où vit Isabelle et Montélimar où se trouve la librairie des cinq continents où travaille Isabelle, où vivent Étienne et Gérald, où étudient Léo et Rosine ;

- de l'autre côté, les environs et la campagne de Bourg-Saint-Andéol, en Ardèche, où Magali a ses vignes et d'où l'on aperçoit le mont Ventoux dans la brume.

- Dans le trajet en voiture, Magali et Gérald traversent le pont sur le grand canal de Donzère-Mondragon et font halte à la gare de Pierrelatte ; les cheminées de la centrale nucléaire du Tricastin sont visibles au loin, et Orange, où vit Valentine, la fille de Magali, est évoquée ;

- Isabelle et Gérald déjeunent pour la première fois au Marseillais à Pont-Saint-Esprit, ils se retrouvent ensuite à L'Absinthe à La Garde-Adhémar, et la dernière fois au Garden Café à Montélimar.

Rohmer a trouvé le lieu de l'action dans la vallée du Rhône entre Bourg-Saint-Andéol et Saint-Paul-Trois-Châteaux, qu'il a explorée à l'occasion d'un festival de cinéma local. Il a tourné la cérémonie de mariage dans la maison des organisateurs du festival. Pour les détails de l'action, il a interrogé les habitants, notamment une viticultrice locale. Rohmer a confié les deux rôles féminins principaux à ses complices de longue date Marie Rivière et Béatrice Romand. Par rapport au Rayon vert (1986), il a inversé les rôles : cette fois-ci, c'est Rivière qui initie l'intrigue et Romand qui en est la cible. Parallèlement, Romand interprète également le négatif de Sabine, la jeune mariée qu'elle incarnait dans Le beau mariage (1982).
Catherine Molin, une figurante de la scène du vrai-faux mariage a décrit la manière particulière qu'avait Rohmer de diriger les acteurs : « Il nous disait "Mettez-vous tous là", vaguement, sans préciser ce que nous devions faire. Il faisait les cent pas, regardait de temps en temps le soleil, semblait rêver ». Ce n'est qu'après coup qu'ils se sont aperçus que la caméra s'était mise en marche sans prévenir. Rohmer avait observé les acteurs pendant tout ce temps et les avait capturés dans leur comportement naturel. Alexia Portal, l'interprète de Rosine, qui avait déjà acquis de l'expérience dans quelques rôles classiques, s'est également plainte du manque de communication de Rohmer, mais il voulait justement créer chez l'actrice la confusion et la frustration qu'il identifiait au rôle de la jeune femme indécise entre deux hommes. C'est ainsi qu'il a utilisé dans le montage final une prise où elle s'était mise à bégayer et un plan où elle redressait la bretelle de son soutien-gorge qui avait glissé vers le bas. Rohmer a commenté : « C'est un de ces aléas qui donnent du charme à la scène et que je conserve avec soin - à condition toutefois qu'ils ne coupent pas le fil du récit ».
La scène finale du film, dans laquelle Isabelle, après avoir réussi à réunir Magali et Gérald, regarde mélancoliquement au loin, reposait également sur un de ces aléas. Rohmer a laissé carte blanche à sa monteuse Mary Stephen et a finalement été surpris par une prise qui avait été enregistrée à l'insu de l'actrice. Plus tard, Rohmer considéra cette scène, avec une autre où Rivière regarde pensivement devant elle lors d'une banale discussion familiale, comme l'une des plus belles de tout le film. Stephen a commenté : « Le travail d'un monteur [...] consiste parfois à faire sortir l'intention d'un réalisateur, même s'il ne l'a pas expressément demandé, par pudeur ou par autocensure. Ce n'est pas une réécriture, car cela se rapproche plutôt du travail de restauration d'un tableau : on fait ressortir les traits cachés ».

## Exploitation
Conte d'automne a été le film du cycle des quatre saisons qui a eu le plus grand succès commercial en France. Comme pour les cycles précédents de Rohmer, Six contes moraux (1962-1972) et Comédies et Proverbes (1981-1987), le public des Contes des quatre saisons a augmenté au fil des années. Avec près de 370 000 entrées dans toute la France (dont plus de 130 000 à Paris), le film a été généralement considéré comme un petit triomphe du réalisateur quasi-octogénaire. Le film disposait d'un budget d'environ 17 millions de francs, soit un chiffre relativement élevé pour Rohmer, mais inférieur à la moyenne en comparaison avec d'autres productions de longs métrages contemporains.

### Accueil critique
Pour Louis Guichard dans Télérama : « De Six contes moraux en Comédies et proverbes, de Conte d'hiver en Conte d'été, il restait une inconnue, presque un tabou, dans le cinéma d'Éric Rohmer : l'âge. Comment vieillit-on au pays des gamines dialecticiennes ? [...] Mais voilà que ce Conte d'automne change la mise. Voilà que la quarantaine (féminine) bien sonnée a soudain droit de cité, mieux, elle a la vedette  dans l'univers juvénile du cinéaste. [...] On vieillit donc chez Rohmer, comme partout ailleurs. Mais on vieillit bien, on vieillit drôle. C'est qu'il y a, derrière ce nouveau suspense de la parole et du sentiment, une espiègle galanterie de Pygmalion. Elle consiste à faire jouer aux deux dames le genre d'intrigue que Rohmer réserve d'habitude aux jouvencelles.
Pour Isabelle, l'incartade enivrante qui a consisté à séduire un inconnu au profit de sa copine ne s'arrête pas sans une certaine mélancolie. Un peu comme si c'était la dernière fois. Honneur au cinéaste qui parvient à le suggérer par un seul plan furtif. Magali, elle, déclare incidemment : « Les vendanges sont finies. » Peut-être, mais cette année encore le Rohmer nouveau est grisant juste ce qu'il faut ».
Pour Frédéric Bonnaud dans Les Inrocks : « Dernier volet des Contes des 4 saisons, Conte d’automne est aussi le plus grave, celui où le plaisir du jeu cède la place à l’importance de l’enjeu. Sous ses apparences frivoles d’aimable marivaudage campagnard, le film démontre qu'Éric Rohmer est bien un grand cinéaste du tourment intime ».
En Italie, Nicola Dusi écrit dans Segnocinema : « Le spectateur est "pris", rendu vulnérable par la grâce simple avec laquelle les corps et les visages des acteurs deviennent géographie, deviennent paysage, tandis que les rangées de vignes dessinent des régularités et des lignes rectilignes qui les unissent aux routes du monde, ces mêmes routes qui, pavées ou non, aiment nous conduire dans plusieurs films de Rohmer de la ville à la campagne, le plus souvent en plans subjectifs muets. Ou bien elle est en proie à la dimension passionnante, dans la configuration de la lumière, de la capacité à rendre la luminosité diffuse des peintres impressionnistes, ou l'intensité de la lumière d'automne qui, selon les différentes heures du jour, peut apporter des sensations de chaleur ou de froid, l'enchantement et la solitude de la campagne française à la fin du mois de septembre, l'humidité ou la sécheresse, le son vivant des bruits du vent sur les vignes et l'herbe ou entre les branches feuillues imprègne les couleurs et les lumières chaudes du coucher de soleil de sa propre vérité matérielle. Le vent de la campagne ondule et transforme la masse des boucles sombres de Magalì, viticultrice "bio", tandis que l'ombre et la lumière les sculptent en géométries inattendues, ouvrant le jeu des similitudes, vers leur devenir en grappes, comme le panier de raisins noirs qu'elle offrira à son ami ».
En Allemagne de l'Ouest, Le Lexikon des internationalen Films qualifie le film de « récit enjoué », bien qu'il ne prenne jamais à la légère le « thème existentiel de la recherche du bonheur » malgré sa décontraction. Il est « soigneusement mis en scène » ; avec une « caméra discrète et l'accent mis sur les dialogues ciselés », il offre un divertissement subtil qui invite à « la réflexion et à l'introspection ».
La revue Schnitt (de) écrit que Rohmer mène son intrigue « sans souci et apparemment sans effort » et accompagne ses personnages dans leurs petits quotidiens. Toutefois, Éric Rohmer est déconseillé à ceux qui s'ennuient devant les films français. Mais si vous aimez le « calme et le romantisme » de « tous ces gens de bien », vous aimerez Conte d'automne.
La revue Cinema (de) estime que les conversations entre Magali et ses amies sont « plus ennuyeuses que le bavardages entre voisins dans la cage d'escalier ». La conclusion est la suivante : « Une soirée de cinéma prolixe ».
Aux États-Unis, Roger Ebert donne au film quatre points sur quatre et écrit : « Même si j'apprécie les comédies romantiques hollywoodiennes comme Coup de foudre à Notting Hill, c'est comme si elles portaient des gros godillots comparées à l'esprit affûté d'un film comme Conte d'automne. Les premières piétinent dans leurs intrigues réglées comme des horloges, tandis que Rohmer nous séduit avec élégance en nous présentant des personnes qui possèdent toute la formidable imprévisibilité de la vie.

### Distinctions
- Mostra de Venise 1998 : prix du meilleur scénario